# Henotesia undulata
Henotesia undulata är en fjärilsart som beskrevs av Charles Oberthür 1916. Henotesia undulata ingår i släktet Henotesia och familjen praktfjärilar. Inga underarter finns listade i Catalogue of Life.